# Sartor Storsenter
Sartor Storsenter är ett köpcentrum i Straume centrum på ön Litlesotra i Øygardens kommun i Vestland fylke i västra Norge. Orten Straume ligger väster om staden Bergen. Sartor Senter öppnade den 16 november 1978, utvidgades 2004 och 2014, och har cirka 115 butiker.
Namnet Sartor härstammar från en dansk omskrivning av namnet på ön Sotra. Denna stavning är inte längre i bruk, med undantag av några firmanamn (Sartor Holding AS, Sartor Maskin) samt Sartor Skytterlag.